# Woodfin
Woodfin é uma cidade  localizada no estado norte-americano de Carolina do Norte, no Condado de Buncombe.

## Demografia
Segundo o censo norte-americano de 2000, a sua população era de 3162 habitantes.
Em 2006, foi estimada uma população de 3317, um aumento de 155 (4.9%).

## Geografia
De acordo com o United States Census Bureau tem uma área de 9,4 km², dos quais 9,0 km² cobertos por terra e 0,4 km² cobertos por água.

## Localidades na vizinhança
O diagrama seguinte representa as localidades num raio de 20 km ao redor de Woodfin.